# Il Giallo Mondadori dal 3201 al 3300
|  | I 100 precedenti: Il Giallo Mondadori dal 3101 al 3200 |

## Dal N.3201 al N.3300
| N.   | Titolo italiano                   | Autore                                    | Titolo originale                                        | Anno originale | Pubblicazione  |
| ---- | --------------------------------- | ----------------------------------------- | ------------------------------------------------------- | -------------- | -------------- |
| 3201 | Là dove scorre il sangue          | Denzil Meyrick                            | Whisky from Small Glasses                               | 2012           | marzo 2021     |
| 3202 | Londra in fiamme                  | Janice Law                                | Fires of London                                         | 2012           | aprile 2021    |
| 3203 | Complotto all'ambasciata          | Ngaio Marsh                               | Black as He's Painted                                   | 1974           | maggio 2021    |
| 3204 | Il paradosso dell'arciere         | Luca Di Gialleonardo-Liudmila Gospodinoff |                                                         | 2021           | giugno 2021    |
| 3205 | Marea oscura                      | Anne Perry                                | Dark Tide Rising                                        | 2018           | luglio 2021    |
| 3206 | La città della nebbia e del fuoco | Rhys Bowen                                | Time of Fog and Fire                                    | 2016           | agosto 2021    |
| 3207 | Lestrade e la danza dei nove      | M. J. Trow                                | Lestrade and the Sign of Nine                           | 1992           | settembre 2021 |
| 3208 | I volti del mistero               | Annamaria Fassio                          |                                                         |                | ottobre 2021   |
| 3209 | L'isola delle ombre               | Ngaio Marsh                               | Last Ditch                                              | 1977           | novembre 2021  |
| 3210 | Tre volte colpevole               | Anne Perry                                | Triple Jeopardy                                         | 2018           | dicembre 2021  |
| 3211 | Stranieri                         | Bill Pronzini                             | Strangers                                               | 2014           | gennaio 2022   |
| 3212 | Strigarium. I delitti del noce    | Luigi Boccia-Nicola Lombardi              |                                                         |                | febbraio 2022  |
| 3213 | Gli uomini di paglia              | Paul Harding                              | The Straw Men                                           | 2012           | marzo 2022     |
| 3214 | Omicidi e principesse             | Rhys Bowen                                | Crowned and Dangerous                                   | 2016           | aprile 2022    |
| 3215 | Il giorno muore lentamente        | Enrico Luceri                             |                                                         |                | maggio 2022    |
| 3216 | Nero Wolfe. Giù il sipario        | Robert Goldsborough                       | Murder, Stage Left                                      | 2017           | giugno 2022    |
| 3217 | Errore fatale                     | Anne Perry                                | One Fatal Flaw                                          | 2020           | luglio 2022    |
| 3218 | La stagione delle tenebre         | Maureen Jennings                          | Season of Darkness                                      | 2011           | agosto 2022    |
| 3219 | L'odore della rivoluzione         | Andrea Franco                             |                                                         |                | settembre 2022 |
| 3220 | Lestrade e lo Squartatore         | M.G. Trow                                 | Lestrade and the Ripper                                 | 2020           | ottobre 2022   |
| 3221 | La figlia di Sherlock Holmes      | Leonard Goldberg                          | The Daughter of Sherlock Holmes                         | 2017           | novembre 2022  |
| 3222 | Colpe senza redenzione            | Nicola Verde                              |                                                         |                | dicembre 2022  |
| 3223 | L'ultima fotografia               | Ngaio Marsh                               | Photo Finish                                            | 1980           | gennaio 2023   |
| 3224 | Prima che sia troppo tardi        | Jane Isaac                                | Before It's Too Late                                    | 2015           | febbraio 2023  |
| 3225 | Nero Wolf. Un porto sicuro        | Robert Goldsborough                       | Trouble at the Brownstone                               | 2021           | marzo 2023     |
| 3226 | L'affittacamere                   | Valerio Varesi                            |                                                         |                | aprile 2023    |
| 3227 | Sotto le ceneri                   | Jane Isaac                                | Beneath the Ashes                                       | 2016           | maggio 2023    |
| 3228 | Spia per la corona                | Rhys Bowen                                | On Her Majesty’s Frightfully Secret Service             | 2017           | giugno 2023    |
| 3229 | Morte a doppio taglio             | Anne Perry                                | Death with a Double Edge                                | 2021           | luglio 2023    |
| 3230 | La serra                          | Ruth Rendell                              | Tigerlily's Orchids                                     | 2010           | agosto 2023    |
| 3231 | Il tempo corre piano              | Enrico Luceri                             |                                                         |                | settembre 2023 |
| 3232 | Ombre su Birmingham               | Maureen Jennings                          | Beware This Boy                                         | 2012           | ottobre 2023   |
| 3233 | Black Harbor                      | Hannah Morrissey                          | Hello, Transcriber                                      | 2021           | novembre 2023  |
| 3234 | Desaparecidos                     | Annamaria Fassio                          |                                                         |                | dicembre 2023  |
| 3235 | La morte entra in scena           | Janice Hamrick                            | Death Makes the Cut                                     | 2012           | gennaio 2024   |
| 3236 | Atto di tradimento                | Leonard Goldberg                          | The Daughter of Sherlock Holmes: A Mistery              | 2017           | febbraio 2024  |
| 3237 | A mani vuote                      | Valerio Varesi                            |                                                         |                | marzo 2024     |
| 3238 | Mai dire Macbeth                  | Cindy Brown                               | Macdeath                                                | 2015           | aprile 2024    |
| 3239 | Menzogne fatali                   | Jane Isaac                                | The Lies Within                                         | 2017           | maggio 2024    |
| 3240 | Dannati per sempre                | Nicola Calathopoulos                      |                                                         | 2021           | giugno 2024    |
| 3241 | La tomba scomparsa                | Paul Halter                               | La tombe indienne                                       | 2013           | luglio 2024    |
| 3242 | La Torre delle tenebre            | Paul Harding                              | Candle Flame                                            | 2014           | agosto 2024    |
| 3243 | Quattro funerali e un matrimonio  | Rhys Bowen                                | Four Funerals and Maybe a Wedding                       | 2018           | settembre 2024 |
| 3244 | Tombe senza nome                  | Maureen Jennings                          | No Known Grave                                          | 2014           | ottobre 2024   |
| 3245 | Jiko. Identità oscura             | Matteo Guerrini                           |                                                         |                | novembre 2024  |
| 3246 | Lascito di Natale                 | Anne Perry                                | A Christmas Legacy                                      | 2021           | dicembre 2024  |
| 3247 | A rischio                         | Patricia Cornwell                         | At Risk                                                 | 2006           | gennaio 2025   |
| 3248 | La trappola di Falconer           | Ian Morson                                | Falconer and the Great Beast: A Medieval Oxford Mistery | 1998           | febbraio 2025  |
| 3249 | L'ombra dei vecchi peccati        | Enrico Luceri                             |                                                         |                | marzo 2025     |
| 3250 | La creatrice di vedove            | Hannah Morrissey                          | The Widowmaker                                          | 2022           | aprile 2025    |
| 3251 | La tragedia scozzese              | Ngaio Marsh                               | Light Thickens                                          | 1982           | maggio 2025    |
| 3252 | I delitti della salamandra        | Paul Halter                               | Les meurtres de la Salamandre                           | 2009           | giugno 2025    |
| 3253 | Sia fatta vendetta                | Anne Perry                                | Three Debts Paid                                        | 2022           | luglio 2025    |
| 3254 | Sotto la terra                    | Maureen Jennings                          | Dead Ground in Between                                  | 2016           | agosto 2025    |